# Cantone di Pedro Carbo
Il Cantone di Pedro Carbo è un cantone dell'Ecuador che si trova nella Provincia del Guayas.
Il capoluogo del cantone è Pedro Carbo.